# Echinogammarus acarinatus
Echinogammarus acarinatus is een vlokreeftensoort uit de familie van de Gammaridae. De wetenschappelijke naam van de soort is voor het eerst geldig gepubliceerd in 1923 door Schäferna.